# Niittysaari (ö i Mellersta Finland)
Niittysaari är en ö i Finland. Den ligger i sjön Hankavesi och i kommunen Hankasalmi i den ekonomiska regionen  Jyväskylä ekonomiska region  och landskapet Mellersta Finland, i den centrala delen av landet, 260 km norr om huvudstaden Helsingfors. Öns area är 2 hektar och dess största längd är 180 meter i sydöst-nordvästlig riktning.